# Žydačivský rajón
Žydačivský rajón (ukrajinsky Жидачівський район) byl rajón ve Lvovské oblasti na Ukrajině. Hlavním městem byl Žydačiv a rajón měl přibližně 67 tisíc obyvatel. 

## Sídla v rajónu
- Hnizdyčiv
- Chorodiv
- Novi Strilyšča
- Žydačiv
- Žuravno